# Bro, Heby kommun

Bro är en gammal by vid Dalkarlsåsen i Nora socken, Våla härad, Heby kommun, Uppsala län. Byn är omnämnd från år 1312 och framåt.
Grannbyar till Bro är Mälby, Nora socken och Sälja, Nora socken samt Hadeholm i Gästrikland. Hadeholm ligger sjövägen på andra sidan gränsen i sydligaste Hedesunda socken i Gästrikland.

## Historia
Namnet kommer av en brobank som funnits utmed Hedundaåsvägen, som tidigare passerade nära Bro. Äldsta kända omnämnande är i markgäldsförteckningen 1312. 1357–1370 omtalas en Olof Nilsson i Bro vara häradshövding över Gästrikland i Gisle Elinesson (Sparre av Aspnäs) ställe. Gården förefaller ha varit relativt stor under medeltiden. 1453 donerade Olof Matsson gården till Uppsala domkyrka.
På skogen nordost om Bro mot Gästrikegränsen fanns tre mindre byar som numera är nedlagda. De var Baggbo som är känd sedan år 1549 samt Nötbo eller Nöttbo och Norbo eller Norrbo. Baggbo var tidigare utjord under Bro. Norbo finns på en karta märkt Hedesunda nr 9 L3 M1 av P Bessing år 1733. Nötbo fick kungabrev av Karl IX den 17 januari 1603.